# 永遠の果てに〜セルフ・カヴァーベスト1〜
『永遠の果てに〜セルフ・カヴァーベスト1〜』（えいえんのはてに〜セルフ・カヴァーベスト1〜）は2018年7月4日に発売された德永英明2作目のセルフカバー・アルバム。

## 概要
2003年発売の『セルフカヴァー・ベスト 〜カガヤキナガラ〜』以来、15年ぶり2枚目となるセルフカバー・アルバム。

## パッケージ仕様
通常盤CDと初回限定盤A,Bでの3形態発売。
初回限定盤Aは「永遠の果てに～Self-Cover Ver.～」「夢を信じて～Self-Cover Ver.～」のミュージック・ビデオを収録したDVD付。
初回限定盤Bはボーナス・トラックを1曲収録。

## 収録曲

### CD
全編曲：坂本昌之（特記以外）
1. 永遠の果てに（5:29）[4]
2. 最後の言い訳（5:42）[4]
3. 壊れかけのRadio（5:21）[4]
4. MYSELF ～風になりたい～（Tokunaga's Track Remix）（編曲：徳永英明）（5:08）[4]
5. 僕のそばに（Self-Cover Ver. Remix）（5:18）[4]
6. 恋人（5:05）[4]
7. どうしようもないくらい（5:01）[4]
8. レイニー ブルー（編曲：土方隆行）（4:09）[4]
9. 夢を信じて（4:59）[4]
10. JUSTICE（5:58）[4]
11. ≪初回限定盤Bボーナス・トラック≫愛という名の真実（6:06）[4]

### 初回限定盤A付属DVD
1. 永遠の果てに～Self-Cover Ver.～（Music Clip）
2. 夢を信じて～Self-Cover Ver.～（Music Clip）